# Friedrich Karl Klausing
Friedrich Karl Klausing (München, 24 mei 1920 – gevangenis Plötzensee, 8 augustus 1944) was officier in het Duitse leger, verzetsstrijder en een van de jongste deelnemers aan het complot van 20 juli 1944 om Adolf Hitler te vermoorden. Hij was de adjudant van Claus Schenk von Stauffenberg.

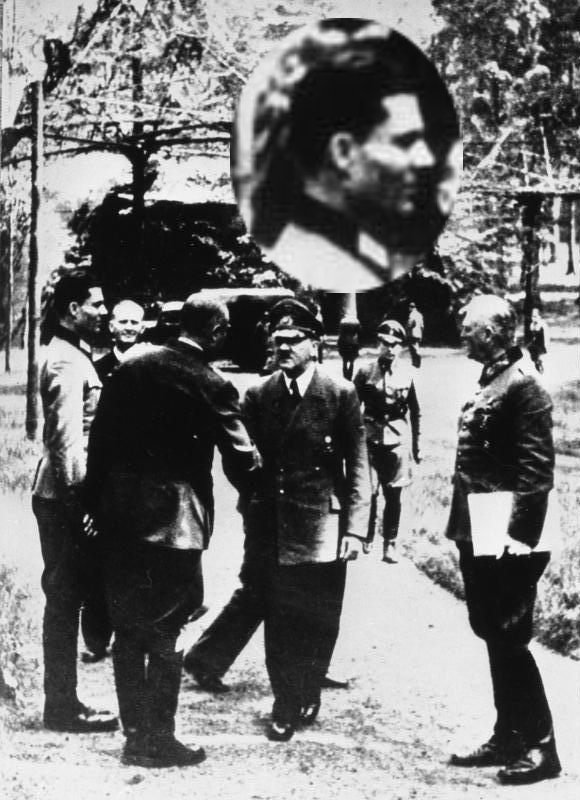
Bundesarchiv Bild 146-1984-079-02, hoofdkwartier "Wolfsschanze" op 15 juli 1944, links en uitvergroot Claus Schenk von Stauffenberg met Adolf Hitler. De beraamde aanslag op deze datum ging niet door. Stauffenberg werd op deze dag begeleid door zijn adjudant Klausing

## Biografie
Friedrich Karl Klausing was de zoon van Herman Friedrich en Marie-Sybille Klausing.  Zijn vader was een vooraanstaand jurist, hoogleraar aan verschillende universiteiten, rector aan de Universiteit van Praag en een overtuigde nazi. Toen Friedrich Karl 13 jaar oud was, werd hij lid van de Hitlerjugend. Na zijn eindexamen aan het gymnasium in 1938 wilde hij beroepsofficier bij het Duitse leger worden en hij nam dienst in het 9e Infanterieregiment in Potsdam. Klausing vocht eerst in Polen en Frankrijk en vervolgens in Rusland. Hij raakte meermaals gewond, onder meer tijdens de Slag bij Stalingrad in de winter van 1942/1943. Hij kreeg verschillende militaire onderscheidingen, waaronder het IJzeren Kruis eerste en tweede klasse. Ook werd hij bevorderd tot kapitein. In de herfst van 1943 raakte hij in Rusland zwaargewond. Na zijn ontslag uit het militaire ziekenhuis in januari 1944 verliet hij de actieve gevechtsdienst en werd hij gestationeerd bij het oppercommando van het Duitse leger. 
Het Potsdamse 9e Infanterieregiment was een prestigieus regiment met een lange historische traditie, dat de bijnaam 'Graaf Negen' (in Duits: 'Graf Neun') had, omdat veel leden uit de adel in dit regiment dienden. Daaronder hoorde ook een aantal leden uit het verzet tegen Hitler, waaronder Henning von Tresckow en Fritz-Dietlof von der Schulenburg. Klausing raakte in het regiment bevriend met Axel von dem Bussche-Streithorst, die eveneens betrokken was bij een poging om Hitler te vermoorden, en Richard von Weizsäcker, de latere president van de Bondsrepubliek Duitsland. Volgens Weizsäcker deelde Axel von dem Bussche zijn schokkende ervaringen als ooggetuige van massamoorden op joden en andere burgers achter het front met zijn vrienden. Klausing begon hierdoor en doordat hij de oorlog zelf als steeds zinlozer ervoer, sterk te twijfelen aan het naziregime. Klausing ontwikkelde zich gaandeweg tot een overtuigd tegenstander van Hitler en zijn regime.

## Aanslagen op Hitler
Klausing's overplaatsing was mede te danken aan Fritz-Dietlof von der Schulenburg. Schulenburg behoorde tot een groep officieren die een aanslag op Hitler beraamden en was tevens goed bekend met de Kreisauer Kreis. Niet later dan in 1943 leerde Klausing via Schulenburg Claus Schenk von Stauffenberg kennen. De twee mannen hadden al snel een vertrouwensband en op verzoek van Stauffenberg werd Klausing zijn adjudant en ordonnansofficier.
Klausing begeleidde Stauffenberg bij twee pogingen om een bomaanslag te plegen op Hitler op 11 juli en op 15 juli 1944. Beide keren werd de aanslag afgeblazen omdat te weinig hoge leden van het naziregime aanwezig waren. Het plan was om naast Hitler Heinrich Himmler en bij voorkeur ook Hermann Göring te vermoorden. Op 20 juli 1944 was Klausing ziek. Daarom werd Stauffenberg door Werner von Haeften begeleid naar de Wolfsschanze waar Stauffenberg de bomaanslag pleegde. Wel was Klausing aanwezig op het hoofdkwartier van de samenzweerders in het Bendlerblock (het ministerie van Oorlog en hoofdkwartier van het Duitse leger) in Berlijn van waaruit de staatsgreep, die onderdeel was van het Complot van 20 juli 1944, werd gedirigeerd. Het was Klausing die de zogeheten 'Walküre-orders' doorgaf aan andere samenzweerders en de telefoons en telex bediende. Hitler overleefde echter de aanslag en de staatsgreep mislukte. Klausing wist aan arrestatie door de Gestapo te ontsnappen en vluchtte naar vrienden. Daar overwoog hij zijn mogelijkheden: zelfmoord, vluchten of zichzelf aangeven. Vluchten vond hij laf en zou zijn vrienden in gevaar kunnen brengen. Dat laatste gold ook voor zelfmoord. Hij besloot om zichzelf aan te geven en keerde om acht uur 's ochtends terug naar het Bendlerblock waar hij werd gearresteerd. Volgens getuigen deed hij dat kalm, zelfverzekerd, zonder angst en wist hij precies wat hij deed.

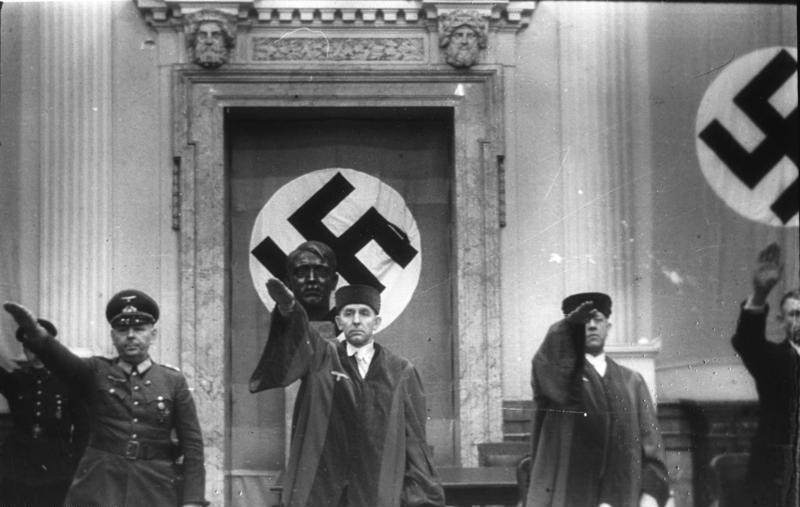
Bundesarchiv Bild 151-39-23, De rechters van het Volksgerichtshof, v.l.n.r. Hermann Reinecke, Roland Freisler (president), Ernst Lautz

## Proces en executie
Op 7 en 8 augustus 1944 stond Klausing samen met zeven andere samenzweerders terecht voor het Volksgerichtshof, een showproces onder leiding van Roland Freisler. Op 8 augustus werd hij ter dood veroordeeld en dezelfde dag met een pianosnaar opgehangen in de gevangenis Plötzensee, samen met Erwin von Witzleben, Erich Hoepner, Helmuth Stieff, Paul von Hase, Robert Bernardis, Albrecht von Hagen en Peter Yorck von Wartenburg. Kapitein Friedrich Karl Klausing was 24 jaar oud toen hij stierf.

## Militaire loopbaan
- Offiziersanwärter: 1938
- Leutnant:
- Oberleutnant: 1943[5]
- Hauptmann:

## Decoraties
- IJzeren Kruis 1939, 1e Klasse en 2e Klasse
- Gewondeninsigne 1939 in zilver (?) en zwart (?)[6]